# 埃斯图什
埃斯图什（法語：Estouches，法語發音：[ɛstuʃ] ⓘ）是法国法蘭西島大區埃松省的一个旧市镇，属于埃唐普区。2019年，埃斯图什与市镇梅雷维尔合并为新市镇勒梅雷维卢瓦。

## 地理
埃斯图什（48°18'10"N, 2°8'1"E）面积5.98 平方千米，位于法国法蘭西島大區埃松省，该省份为法国北部内陆省份，北起上塞纳省和马恩河谷省，西接厄尔-卢瓦省和伊夫林省，南至卢瓦雷省，东临塞纳-马恩省。
与埃斯图什接壤的市镇（或旧市镇、城区）包括：阿朗库尔、瑞讷河畔欧特吕、帕讷西耶尔、塞迈斯、梅雷维尔、圣西尔拉里维耶尔。

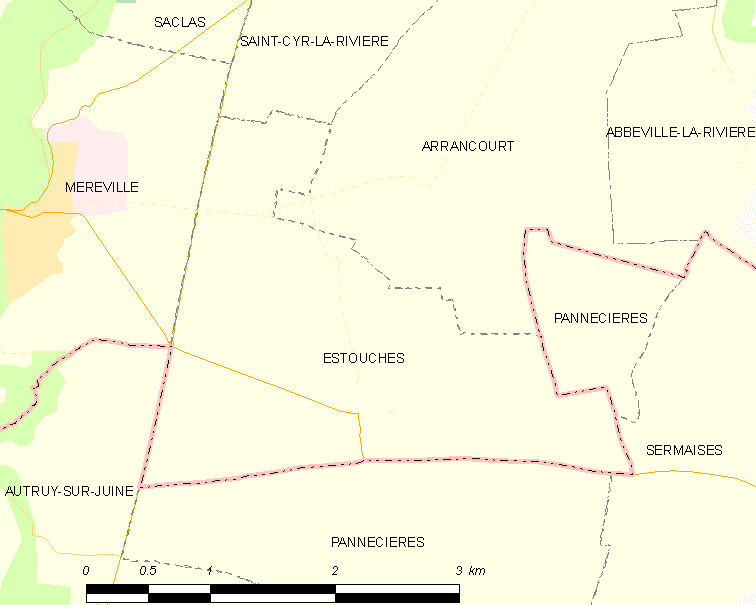
埃斯图什的OSM定位图

埃斯图什的时区为UTC+01:00、UTC+02:00（夏令时）。

## 行政
埃斯图什的邮政编码为91660，INSEE市镇编码为91222。

## 政治
埃斯图什所属的省级选区为埃唐普县。

## 人口

1962-2008年间埃斯图什人口变化图示

埃斯图什于2018年1月1日时的人口数量为253人。